# لامين مويس سيسيه
لامين مويس سيسيه (بالفرنسية: Lamine Cissé)‏ هو لاعب كرة قدم سنغالي، ولد في 12 ديسمبر 1971 في داكار في السنغال. لعب مع الترجي الرياضي الجرجيسي.